# Benelli 250 TN
La Benelli 250 TN è una motocicletta italiana prodotta dal 1936. Da questo modello fu ricavata la Benelli 250 M37 militare.

## Storia
Dopo i successi, commerciali e sportivi, ottenuti con il suo modello da 175 cm³, la ditta pesarese Benelli decise, nel 1936, di sfruttare l'esperienza acquisita per la realizzazione di un più potente modello da 250 cc. La Benelli 250 TN (Turismo Normale) conobbe un buon successo, soprattutto con l'acquisizione da parte del Regio Esercito della versione militare M37, utilizzata per impieghi di servizio come scorte e staffette, mentre per la motorizzazione delle truppe combattenti si preferirono le più potenti Benelli 500 VLM.

## Tecnica
Il telaio è a doppia culla, in tubolari d'acciaio, con sospensione anteriore a parallelogramma e posteriore a forcellone oscillante ed ammortizzatori. Il motore è un monocilindrico a quattro tempi da 276,79 cm³, con alesaggio di 67 mm e corsa di 70 mm,, inclinato in avanti di 12°. Il cambio è a tre velocità ed i freni a tamburo.
La versione militare M37, monoposto, è rivista per la marcia su sfondi sconnessi e si distingue inoltre per l'accensione a magnete ed il cambio a leva posizionato a destra del serbatoio.